# ارنستو پرز بالادارس
ارنستو پرز بالادارس (انگلیسی: Ernesto Pérez Balladares؛ زادهٔ ۲۹ ژوئن ۱۹۴۶) سیاستمدار اهل پاناما است. وی از ۱ سپتامبر ۱۹۹۴ تا ۱ سپتامبر ۱۹۹۹ رئیس‌جمهور این کشور بود.